# Zimowa Uniwersjada 1993

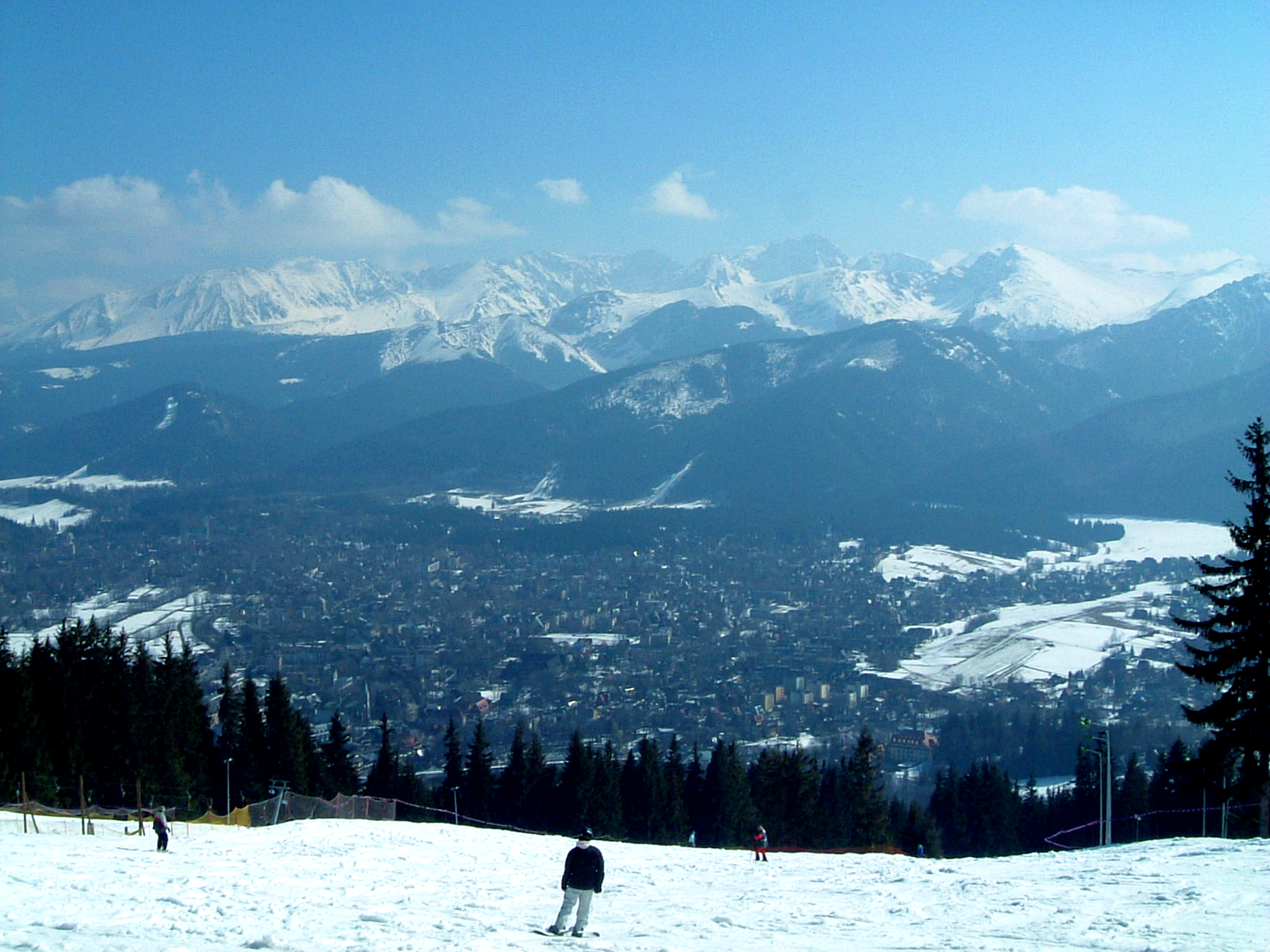
Zakopane

16. Zimowa Uniwersjada – międzynarodowe zawody sportowców-studentów, które odbyły się w Zakopanem, Nowym Targu oraz w Tarnowie. Impreza została zorganizowana między 6 a 14 lutego 1993 roku. Polska pierwszy raz w historii gościła uczestników uniwersjady.

## Polscy uczestnicy
Przed zawodami Zarząd Główny AZS poinformował, że do udziału w Uniwersjadzie byli uprawnieni zawodnicy polscy będący studentami studiów dziennych lub zaocznych (w wieku od 18 do 28 lat) bądź ich absolwenci (do roku po ukończeniu studiów); w ekipie reprezentacji Polski wystawiono zawodników dyscyplin: narciarstwo alpejskie (16), narciarstwo biegowe (12), skoki narciarskie (3), kombinacja norweska (1), biathlon (6), łyżwiarstwo figurowe (3), short-track (5), hokej na lodzie (20).

## Polscy medaliści
Reprezentanci Polski zdobyli w sumie 5 medali. Wynik ten dał polskiej drużynie 13. miejsce w klasyfikacji medalowej.

### Srebro
- Bartłomiej Gąsienica-Sieczka – narciarstwo klasyczne, skoki indywidualnie[5]
- Stanisław Ustupski – narciarstwo klasyczne, kombinacja norweska
- Agata Suszka – biathlon, 15 km

### Brąz
- Marek Tucznio, Stanisław Ustupski, Jarosław Mądry, Bartłomiej Gąsienica-Sieczka – narciarstwo klasyczne, skoki drużynowo
- Andrzej Piotrowski – narciarstwo klasyczne, bieg na 30 km

## Klasyfikacja medalowa
| Klasyfikacja medalowa | Klasyfikacja medalowa | Klasyfikacja medalowa | Klasyfikacja medalowa | Klasyfikacja medalowa | Klasyfikacja medalowa |
| --------------------- | --------------------- | --------------------- | --------------------- | --------------------- | --------------------- |
| Miejsce               | Reprezentacja         | Złoto                 | Srebro                | Brąz                  | Razem                 |
| 1                     | Japonia               | 6                     | 5                     | 4                     | 15                    |
| 2                     | Chiny                 | 6                     | 1                     | 3                     | 10                    |
| 3                     | Stany Zjednoczone     | 5                     | 4                     | 6                     | 15                    |
| 4                     | Rosja                 | 5                     | 2                     | 4                     | 11                    |
| 5                     | Korea Południowa      | 5                     | 2                     | 3                     | 10                    |
| 6                     | Szwajcaria            | 3                     | 0                     | 0                     | 3                     |
| 7                     | Francja               | 2                     | 2                     | 0                     | 4                     |
| 8                     | Czechy                | 2                     | 0                     | 0                     | 2                     |
| 9                     | Niemcy                | 1                     | 1                     | 1                     | 3                     |
| 10                    | Ukraina               | 1                     | 0                     | 0                     | 1                     |
| 11                    | Włochy                | 0                     | 6                     | 2                     | 8                     |
| 12                    | Korea Północna        | 0                     | 5                     | 3                     | 8                     |
| 13                    | Polska                | 0                     | 3                     | 2                     | 5                     |
| 14                    | Austria               | 0                     | 2                     | 6                     | 8                     |
| 15                    | Białoruś              | 0                     | 1                     | 1                     | 2                     |
| 16                    | Kazachstan            | 0                     | 1                     | 0                     | 1                     |
| 17                    | Litwa                 | 0                     | 1                     | 0                     | 1                     |
| 18                    | Finlandia             | 0                     | 0                     | 1                     | 1                     |
| 19                    | Słowacja              | 0                     | 0                     | 1                     | 1                     |